# ビクトル・クエスタ
ビクトル・クエスタ（Víctor Leandro Cuesta，1988年11月19日 - ）は、アルゼンチン・ブエノスアイレス州出身のサッカー選手。カンピオナート・ブラジレイロ・ECバイーア所属。ポジションはディフェンダー。

## 経歴

### クラブ
アルセナルFCのユースチームに加入し、2008年にトップチームに昇格した。2010年1月、CSDデフェンサ・イ・フスティシアにレンタル移籍した。プリメーラB・ナシオナルでプレーし、1年半で34試合に出場し2得点を記録した。アルセナル復帰後、クラブは2012年後期リーグを優勝し、スーペルコパ、2012-13のコパ・アルヘンティーナも優勝したが、この2年間で19試合に出場した。
2013年に、CAウラカンにレンタル移籍すると、2013-14のコパ・アルヘンティーナを優勝するなど充実した日々を送った。
2014年、CAインデペンディエンテに移籍した。移籍金は100万ドル。
2017年3月2日、 SCインテルナシオナルに移籍した。

### 代表
2016年4月、ヘラルド・マルティーノ監督が率いるリオデジャネイロオリンピックに向けたアルゼンチン代表に選出された。2016年5月には、コパ・アメリカ・センテナリオに出場するアルゼンチン代表に初選出された。5月27日、ホンジュラス代表戦で代表デビューを果たした。

#### 代表での得点
| # | 開催日        | 開催地                                   | 対戦国   | スコア | 結果 | 大会                         |
| - | ------------- | ---------------------------------------- | -------- | ------ | ---- | ---------------------------- |
| 1 | 2016年6月14日 | シアトル、センチュリーリンク・フィールド | ボリビア | 3-0    | 3-0  | コパ・アメリカ・センテナリオ |

## タイトル

### クラブ
アルセナルFC
- プリメーラ・ディビシオン：1回 (2012クラウスーラ)
- スーペルコパ・アルヘンティーナ：1回 (2012)
- コパ・アルヘンティーナ：1回 (2012-13)

CAウラカン
- コパ・アルヘンティーナ：1回 (2013-14)